# Back
Back é uma série de televisão de comédia britânica criada por Simon Blackwell e estrelada por David Mitchell e Robert Webb. Foi transmitida de 6 de setembro a 11 de outubro de 2017 no Channel 4. Uma segunda temporada da série começou a ser exibida em 21 de janeiro de 2021.

## Elenco
- David Mitchell como Stephen Richard Nichols[1]
  - Sebastian Patterson como Stephen jovem
- Robert Webb como Andrew Thomas Donnelly[1]
  - Caius Luckyn-Malone como Andrew jovem
- Penny Downie como Ellen May Nichols[2]
- Louise Brealey como Cassandra Leslie "Cass" Nichols[2]
- Geoffrey McGivern como Geoff[2]
- Matthew Holness como Laurie
- Olivia Poulet como Alison
- Oliver Maltman como Mike
- Jessica Gunning como Jan
- Michael Wildman como Tom
- John Macmillan como Julian
- Julie Dray como Juliet
- Anna Leong Brophy como Bryony
- Emily Lloyd-Saini como veterinária
- Penny Ryder como Wendy
- Clive Francis como Phil
- Julian Kostov como Luca
- Alice Lowe como Joanna

## Episódios
| Temporada | Temporada | Episódios | Episódios | Originalmente exibido | Originalmente exibido   |
| Temporada | Temporada | Episódios | Episódios | Estreia da temporada  | Final da temporada      |
| --------- | --------- | --------- | --------- | --------------------- | ----------------------- |
|           | 1         | 6         | 6         | 6 de setembro de 2017 | 11 de outubro de 2017   |
|           | 2         | 6         | 6         | 21 de janeiro de 2021 | 25 de fevereiro de 2021 |

## Recepção
No Rotten Tomatoes, a primeira temporada da série detém um índice de 100% de aprovação com base em 20 críticas, com uma nota média de 7,6/10. O consenso crítico do site diz: "Intrigante, inteligente e cheia de sátira social ardente, Back prova um retorno bem-vindo para a dupla David Mitchell e Robert Webb".